# Prionochilus
Prionochilus – rodzaj ptaków z rodziny kwiatówek (Dicaeidae).

## Zasięg występowania
Zasięg występowania gatunków z tego rodzaju jest mniejszy niż pozostałych rodzajów z tej rodziny – Dicaeum i Pachyglossa. Żyją w południowo-zachodnich Filipinach, na Borneo, Sumatrze, Jawie i sąsiednich wyspach oraz na Półwyspie Malajskim.

## Charakterystyka
Od Dicaeum odróżnia je posiadanie dziesięciu długich lotek w skrzydle i charakterystyczny głos. Badania nad nim, prowadzone u obu rodzajów, sugerują, że Dicaeum pochodzą od Prionochilus. Wewnątrz rodzaju wyróżnia się pięć gatunków.
Tak jak inne kwiatówki, ptaki z rodzaju Prionochilus są niewielkich rozmiarów, mierzą 9–10 cm, ich masa to 6–13 g. Dziób każdego z pięciu gatunków jest szeroki i krótki. Pod względem upierzenia osobniki w obrębie rodzaju są dość zróżnicowane. Cztery z pięciu gatunków wykazują dymorfizm płciowy, m.in. ze względu na fakt, że pióra samców są bardziej jaskrawe. U czterech gatunków samiec lub samica posiadają biały lub jasny pasek policzkowy („wąs”), natomiast u wszystkich pięciu gatunków występuje pomarańczowa lub czerwona plama na szczycie głowy.
Tak jak dla wszystkich członków rodziny, tak i dla Prinochilus pożywienie stanowią owoce, nektar i pyłki jemioły (Loranthaceae). Żywią się także innymi owocami. Mniejsze są spożywane w całości lub wyciskane ze skórki, którą ptaki wyrzucają, natomiast większe owoce są przebijane dziobem, dzielone na fragmenty i połykane. Oprócz roślin spożywane są także owady i pająki. Informacje na temat diety (i wielu innych aspektów biologii tego rodzaju, a nawet rodziny) są niepełne, dlatego konieczne są dalsze badania.

## Systematyka

### Etymologia
- Prionochilus: gr. πριων priōn, πριονος prionos – „piła”; χειλος kheilos – „warga”; w aluzji do ząbkowanych krawędzi występujących wzdłuż dzioba kraśniaka białowąsego[7].
- Anaimos: gr. αναιμος anaimos – „opróżniony z krwi” (por. εναιμος enaimos – „wypełniony krwią”)[8]. Gatunek typowy: Pardalotus thoracicus Temminck, 1836.

### Podział systematyczny
Do rodzaju należą następujące gatunki:
- Prionochilus maculatus (Temminck, 1836) – kraśniak plamisty
- Prionochilus thoracicus (Temminck, 1836) – kraśniak rubinowy
- Prionochilus xanthopygius Salvadori, 1868 – kraśniak żółtorzytny
- Prionochilus percussus (Temminck, 1826) – kraśniak białowąsy
- Prionochilus plateni W. Blasius, 1888 – kraśniak zbroczony